# Ніч масок
Ніч масок (англ. Night of Masks) — науково-фантастичний роман американської письменниці Андре Нортон, вперше опублікований 1964 року.
Друга книга серії «Діпл».

## Зміст
Ніка Колгерна мешканця табору для переміщених осіб на планеті Корвар, який був побудований в результаті війни людей, що розділила їх на 2 галактичні держави, найняв капітан Лідс член Гільдії Злодіїв.
Він оплатив операцію по відновленню його обличчя знівеченого опіком і наказав втертись в довіру до Венді сина лорда Аркама, під виглядом його уявного друга героїчного Хакона.
У Венді був встановлений психологічний запобіжник уникати незнайомих людей, що утруднювало викрадення. 
Нік в оплату операції мав допомогти з викраденням і доглядом за Венді на Дізі — таємній планеті Гільдії Злодіїв.
По прибуттю на планету, яка освітлювалась тільки інфрачервоним світлом, Нік і Венді потрапляють до рук неврівноваженого командира бази, яких обіцяє їх стратити. База знаходилась в розвалинах древньої цивілізації. 
Їм вдається втекти, і вони переховуються в печері відбиваючись від місцевих хижаків.
Невдовзі на планету прибуває капітан Лідс, якого переслідує Зоряний патруль.
Поранений Лідс знаходить їх і відправляє Ніка добути стандартну консервовану їжу, оскільки у Венді стоїть запобіжник і від невідомої їжі.
Нік повертається до Зоряного патруля і веде їх з продуктами до схованки, але під час зливи втікає з продуктами.
Він знаходить Лідса, який посилає його на пошуки Венді, який примудрився втекти.
Нік знаходить Венді і обманом повертає його до Лідса. Їх переслідує монстр-телепат.
Отримавши Венді, Лідс залишає Ніка напризволяще, щоб затримати монстра.
Однак Ніку та Венді вдається об'єднатись і протриматись до прибуття Патруля.
В нагороду батько Венді наймає Ніка охоронцем для свого сина.